# اتحادیه فوتبال فیجی
اتحادیه فوتبال فیجی (انگلیسی: Fiji Football Association) نهاد اداره‌کننده مسابقات فوتبال و فوتسال در کشور فیجی است.
این اتحادیه که در سال ۱۹۳۸ تأسیس شده عضو کنفدراسیون فوتبال اقیانوسیه و فیفا نیز می‌باشد و مقر آن در شهر سووا است.